# Theobromine
Theobromine is een bittersmakend alkaloïde behorend tot de methylxanthinefamilie, waartoe ook theofylline en cafeïne behoren. De naam is afkomstig van Theobroma, het geslacht van de cacaoboom (wat zelf afkomstig is uit het Grieks: theos (God) en broma (spijs), oftewel godenspijs), en het achtervoegsel -ine dat typisch voor alkaloïden gebruikt wordt.
Theobromine werd in 1878 voor het eerst geïsoleerd uit de zaden van de cacaoboom. Kort daarna is het voor het eerst gesynthetiseerd door Hermann Emil Fischer.
Theobromine werkt op hoe iemand zich voelt. Als geneesmiddel wordt het gebruikt als diureticum, als vaatverwijder en als middel dat inwerkt op de hartspier.
Theobromine is een primair alkaloïde, dat voorkomt in cacao en chocolade. De hoeveelheid theobromine in chocolade is ook bij grote chocolaconsumptie veilig voor de mens, maar kan dodelijk zijn voor dieren zoals honden, katten, paarden en fretten, omdat ze theobromine langzamer afbreken. De hoeveelheid theobromine in een pure chocoladereep van 200 gram is voldoende om een labrador te doden. De enige oplossing voor een theobrominevergiftiging is het spoelen van de maag voordat een dodelijke dosis in het lichaam is opgenomen; er bestaat namelijk geen tegengif tegen deze stof die bij honden de hartspieren verlamt.
Wetenschappers hebben ontdekt dat theobromine een groter effect tegen hoest heeft dan codeïne door het onderdrukken van de activiteit van de nervus vagus.
De ATC-codes van theobromine zijn C03BD01 en R03DA07.